# えいさ
「えいさ」は、ジェロの2枚目のシングル。

## 概要
- 前作「海雪」から約一年ぶりのシングルとなる。
- 「えいさ」は、一青窈が初めて演歌を作詞をした曲。
- 「晴れ舞台」は2009年4月18日、USENの演歌・歌謡曲リクエストチャートで、カップリング曲としては異例の第1位を獲得した[1]（元記事の「総合1位」は誤り）。

## 収録曲
1. えいさ
作詞：一青窈、作曲：山本健太郎、編曲：鈴木豪
いっしょに歌お!CBCラジオ 2009年2月の歌。
2. 晴れ舞台
作詞・作曲：中村中、編曲：鈴木豪
NHK「みんなのうた」2008年12月〜2009年1月放送楽曲。
3. えいさ（オリジナルカラオケ）
4. 晴れ舞台（オリジナルカラオケ）